# 枫丹但尼尼西
枫丹但尼尼西（法語：Fontaine-Denis-Nuisy）是法国马恩省的一个市镇，位于该省西南部，属于埃佩尔奈区。该市镇总面积13.17平方公里，2009年时的人口为245人。

## 人口
枫丹但尼尼西人口变化图示